# Hunzikeria coulteri
Hunzikeria coulteri là loài thực vật có hoa trong họ Cà. Loài này được (A. Gray) D'Arcy mô tả khoa học đầu tiên năm 1978.